# Walter Dzur

Dzur im Trikot des Dresdner SC

Walter Dzur (* 18. November 1919 in Dresden; † 19. Oktober 1999 in Hamburg) war ein deutscher Fußballspieler. In den Jahren 1940 und 1941 kam er zu drei Einsätzen in der deutschen A-Nationalmannschaft und gewann mit dem Dresdner SC in den Jahren 1943 und 1944 zweimal die Deutsche Meisterschaft.

## Karriere

### Vereine

#### Dresdner SC
Mit 19 Jahren kam Walter Dzur im Jahre 1938 vom FV Eger zum Dresdner SC nach Sachsen. Sein Talent für die Mittelläuferposition, wurde von Trainer Georg Köhler, der selbst auf dieser Position von 1925 bis 1928 zu fünf Länderspieleinsätzen gekommen war, erkannt und gefördert. Die Mannen um Richard Hofmann und Helmut Schön errangen von 1938/39 bis 1943/44 fünfmal die Meisterschaft in der Gauliga Sachsen. Nur in der Runde 1941/42 unterbrach der Planitzer SC diese Serie. In den Endrunden um die deutsche Fußballmeisterschaft von 1939 bis 1944 spielte Walter Dzur konstant als Mittelläufer in der DSC-Mannschaft. In den ersten drei Runden gelang der große Wurf nicht. Bereits 1940 und 1941 feierte Dzur, der 100 m in 11,2 Sekunden lief, den Gewinn des Tschammer-Pokals. In den Jahren 1943 und 1944 gelang der Gewinn der deutschen Meisterschaft. Erst zur Zwischenrunde 1944 kam Dzur vom LSV Markersdorf an der Pielach in Niederösterreich zum DSC zurück. Zur Abwehrstabilisierung bei den Erfolgen gegen die Vienna und 1. FC Nürnberg sowie beim Finale gegen den LSV Hamburg konnte Dzur erfolgreich beitragen. Durch die Vernichtung im Zweiten Weltkrieg – dem Luftangriff am 13./14. Februar 1945 war die Altstadt von „Elbflorenz“ weitgehend zum Opfer gefallen – sahen sich viele Mit-dem-Leben-Davongekommene gezwungen, die Stadt zu verlassen und einen Neuanfang in der Fremde zu suchen. Da war es gut, dass der ehemalige „Gastspieler“ vom FC St. Pauli aus Hamburg, Karl Miller, die Kontakte nach Dresden aufgenommen hatte und den Weg an die Alster ebnete.

#### FC St. Pauli
In der Nachkriegszeit kam der FC St. Pauli dem Hamburger SV sportlich am nächsten. Der FC hatte am Millerntor ein Starensemble versammelt. „Alle Kraft kam aus Millers Wurstkessel“, hat Chronist Jan Feddersen festgehalten. In der Tat verdankte der FC St. Pauli seine Attraktivität für Dresdner Spieler der Millerschen Schlachterei in der Wexstraße der Neustadt. Es gab in Dresden wenig zu essen, keine Perspektive, keinen geregelten Spielbetrieb. In der Schlachterei der Familie Miller wurden sie alle durchgefüttert. Namentlich waren es die Dresdner Dzur, Hempel, Köpping, Machate, Schaffer und die Berliner Appel und Lehmann. Der Ur-Paulianer Karl Miller junior, zwölffacher Nationalspieler, hatte sie alle nach Hamburg gebracht. Zwei Spieler aus der Dresdner SC-Mannschaft, die Ende der 30er bis Anfang der 40er-Jahre so erfolgreich war, avancierten zu Schlüsselfiguren am Millerntor: Verteidiger Heinz Hempel und Mittelläufer Walter Dzur. Als einer der wenigen Hamburger in der „Wunderelf“ stand Harald Stender neben Dzur in der Läuferreihe – und das für die nächsten acht Jahre. Ein halbes Jahr lang bestritten die St. Paulianer nur Freundschaftsspiele. 1945/46 und 1946/47 wurde in der Stadtliga Hamburg gespielt, ab 1947/48 war die Oberliga Nord in Betrieb. Walter Dzur zog mit St. Pauli in den Jahren 1948 bis 1951 in die Endrundenspiele um die deutsche Fußballmeisterschaft ein. Insgesamt kam er mit den Vereinen Dresdner SC und FC St. Pauli von 1939 bis 1951 auf 46 Spiele in der Endrunde. Dzur war von 1947 bis 1953 in der Oberliga Nord in 135 Spielen mit vier Toren für St. Pauli im Einsatz. Sein letztes Punktspiel für das Millerntor-Team bestritt der Stopper der „Wunderelf“ am 12. April 1953 beim 4:0-Sieg gegen den FC Altona 93. Zuvor hatte er am Freitag, dem 26. Dezember 1952, beim Pokal-Wiederholungsspiel in der 2. Hauptrunde gegen Hamborn 07, bei der 3:4-Heimniederlage das erste live übertragene Fußballspiel im deutschen Fernsehen als Aktiver miterlebt. Wegen seiner lautstarken Kommandos auf dem Spielfeld wurde Dzur von den Journalisten gerne der „Feldwebel“ genannt. Als stärksten Gegenspieler hatte Dzur den Mittelstürmer von Rapid Wien, Franz Binder, in Erinnerung. Unter den Hamburgern haben ihn am ehesten Kurt Manja (ETV) und der Concorde Kurt, genannt „Malek“ Hinsch beeindruckt.

### Auswahl-/Nationalmannschaft
Am 1. September 1940 bestritt der noch 20-Jährige sein erstes Spiel in der A-Nationalmannschaft. Beim 13:0-Erfolg gegen die Nationalmannschaft Finnlands stand er in Leipzig auf seiner gewohnten Position des Mittelläufers. Die zwei Schweinfurter Außenläufer Andreas Kupfer und Albin Kitzinger spielten an seiner Seite. Vierzehn Tage später war er wieder der Chef der deutschen Abwehr beim Spiel in Pressburg gegen die Slowakei. Das Spiel wurde mit 1:0 Toren gewonnen. Zum dritten Einsatz in der Nationalmannschaft unter Reichstrainer Sepp Herberger gelangte er an dem Doppelspieltag am 5. Oktober 1941. Fritz Walter und Helmut Schön verloren in Stockholm gegen Schweden mit 2:4 Toren. Dzur gewann in Helsinki gegen Finnland mit 6:0 Toren in seinem dritten Länderspieleinsatz. Die Läuferreihe in Helsinki bildeten Pohl, Dzur und Schubert – die drei Mitspieler vom Dresdner SC. Hans Rohde, genannt „Der Eiserne“ vom Eimsbütteler TV, war in der Kriegsära die Nummer eins auf der Mittelläuferposition. Daran konnten auch die Erfolge Walter Dzurs mit dem Dresdner SC nichts ändern. Als Spieler von St. Pauli kam er von 1948 bis 1951 zu fünf Berufungen – jeweils als Mittelläufer – in Repräsentativspielen für den Norden.

## Sonstiges
Gemeinsam mit Robert Gebhardt und Ludwig Alm absolvierte Dzur vor April 1954 eine Trainerausbildung an der Deutschen Sporthochschule Köln.
Walter Dzur betrieb ab 1957, vier Jahre nach Ende seiner aktiven Laufbahn, auf dem Kiez die Kneipe „Zum Sportler“ in der Davidstraße. Bevor er sie eröffnete, hatte er in denselben Räumen ein Zigarettengeschäft betrieben. Dzur lebte 20 Jahre in einer dazugehörenden Wohnung. Ab 1970 lebte Dzur bis zu seinem Tod im Jahre 1999 in der Neustadt. Beigesetzt wurde er anonym auf dem Friedhof Ohlsdorf.